# Fallen Empires

Il logo del set

Fallen Empires è il quinto set di espansione del gioco di carte collezionabili Magic: l'Adunanza. In vendita dal novembre 1994, Fallen Empires è un set indipendente e non fa parte di alcun blocco tematico.

## Ambientazione
La storia di Fallen Empires è ambientata nel piano dimensionale di Dominaria, sul continente dell'emisfero sud chiamato Sarpadia, e ha luogo dopo la devanstante guerra dei fratelli.
Come nel resto del mondo il clima di Sarpadia si sta raffreddando per effetto della guerra appena conclusa e dei cataclismi che ha causato, e le risorse naturali scarseggiano sempre di più. Tutto il continente è soffocato da guerre e rivolte interne, e le antiche civiltà che lo popolano collassano su loro stesse. I nani difendono le loro dimore fra le montagne da orde di goblin e orchi. A Icatia gli eserciti dell'Ordine di Leitbur combattono con il fanatismo del culto Farrelita. I tritoni di Vodalia sono in guerra con gli homarid, una razza di crostacei semi antropomorfi, per il dominio dei mari. Gli elfi sono in lotta contro la natura stessa, che minaccia di far scomparire le foreste in favore di una specie di funghi semovente, i thallid, creati dagli stessi elfi come fonte alimentare, ma che hanno iniziato ad acquisire conoscenza e consapevolezza di sé. I negromanti dell'oscuro Ordine della Mano d'Ebano devono fronteggiare la rivolta dei thrull, le bestie create con la magia nera per servire l'Ordine come burattini, che si rivelano molto più indipendenti di quanto ci si sarebbe potuti aspettare.
(Kyliki di Havenwood)
L'ambientazione del set è descritta, oltre che nei testi di colore delle carte, in un fumetto dal titolo Fallen Empires on the World of Magic: the Gathering pubblicato nel 1995 da Armada Comics, una divisione della Acclaim Comics. In Italia il fumetto, edito nel 1997 da Play Press all'interno della collana "Magic Fantasy Magazine", ha preso il nome di Imperi caduti. Gli autori della storia sono Kevin Maples e Jeffrey Gomez, mentre Alex Maleev e Rodney Ramos hanno realizzato rispettivamente i disegni e le chine. La breve opera si concentra sulle ultime avventure di Tymolin Radurasolitaria ("Tymolin Loneglade" nell'originale inglese) e sul tentativo di proteggerla del fratello Tev, un viandante dimensionale che cerca in ogni modo di non farsi coinvolgere dagli eventi traumatici che scuotono il proprio mondo. Tymolin è tenuta in vita dal fratello, contro la propria volontà, con un incantesimo di eterna giovinezza che dura ormai da molti secoli. Oliver Farrel, il leader carismatico dei farreliti, pugnala la donna a morte mentre è tenuta prigioniera dall'Ordine della Mano d'Ebano. In seguito a questo evento Tev subisce una mostruosa trasformazione psicologica e fisica, assumendo la forma di una sorta di rettile tentacolato, e prendendo il nome di Tevesh Szat, conosciuto come "il fato di tutti gli stolti" ("the Doom of Fools"), il cui unico scopo nella vita sembra essere quello di ridurre il mondo intero e i suoi stolti abitanti al silenzio. Accecato dal dolore e dalla rabbia, Tevesh dà finalmente libero sfogo al suo disprezzo nei confronti di ogni cosa, dovuto alla propria condizione di onnipotenza, accelerando la caduta degli imperi di Sarpadia, e diventando una delle forze malefiche principali su Dominaria nei secoli a venire. La storia di Fallen Empires continua nelle espansioni del blocco di Era Glaciale.
(Tevesh Szat)

## Caratteristiche

Il simbolo dell'espansione

Fallen Empires è composta da 187 carte, stampate a bordo nero, così ripartite:
- per colore: 33 bianche, 33 blu, 33 nere, 33 rosse, 33 verdi, 11 incolori, 11 terre.
- per rarità: 121 (36+85) comuni e 66 non comuni.

Venti carte comuni di Fallen Empires sono state stampate in tre versioni diverse, mentre altre quindici esistono in quattro versioni, ognuna presenta una differente illustrazione. Quindi sebbene le carte dell'espansione siano in realtà 102, vengono conteggiate 85 carte comuni in più, portando il numero effettivo a 187.
Il simbolo dell'espansione è una corona, e si presenta in bianco e nero indipendente dalla rarità delle carte.
Fallen Empires era disponibile in bustine da 8 carte assortite casualmente (2 non comuni e 6 comuni).
Fallen Empires è stata stampata solo in lingua inglese. Alcune carte dell'espansione sono state ristampate in set successivi tradotti anche in altre lingue, mentre per le altre non esistono versioni differenti da quella inglese.
Nessuna carta del set è stata ristampata da espansioni precedenti.

## Novità
In questo set non sono presentate nuove abilità delle carte, ma vengono sviluppate alcune meccaniche di gioco, come le creature pedina e i segnalini.